# Дииодид-оксид протактиния
Дииодид-оксид протактиния — неорганическое соединение
протактиния, кислорода и иода
с формулой PaOI2,
красные кристаллы.

## Получение
- Реакция иодида протактиния(IV) и оксида сурьмы в вакууме [1][2]:

{\displaystyle {\mathsf {3PaI_{4}+Sb_{2}O_{3}\ {\xrightarrow {150-200^{o}C}}\ 3PaOI_{2}+2SbI_{3}}}}
- Реакция иодида протактиния(IV) с кварцем при нагревании [3]:

{\displaystyle {\mathsf {2PaI_{4}+SiO_{2}\ {\xrightarrow {400^{o}C}}\ 2PaOI_{2}+SiI_{4}}}}

## Физические свойства
Дииодид-оксид протактиния образует красные кристаллы 
со структурой типа дииодид-оксида тория ThOI2
.